# Eintracht Frankfurt 2014-2015
Questa voce raccoglie le informazioni riguardanti l'Eintracht Frankfurt nelle competizioni ufficiali della stagione 2014-2015.

## Rosa
| N. |                           | Ruolo | Calciatore          |
| -- | ------------------------- | ----- | ------------------- |
| 1  | Germania (bandiera)       | P     | Kevin Trapp         |
| 3  | Gambia (bandiera)         | A     | Yusupha Yaffa       |
| 4  | Germania (bandiera)       | D     | Marco Russ          |
| 5  | Perù (bandiera)           | D     | Carlos Zambrano     |
| 6  | Germania (bandiera)       | D     | Bastian Oczipka     |
| 8  | Giappone (bandiera)       | C     | Takashi Inui        |
| 9  | Svizzera (bandiera)       | A     | Haris Seferović     |
| 11 | Paraguay (bandiera)       | A     | Nelson Haedo Valdez |
| 14 | Germania (bandiera)       | C     | Alexander Meier     |
| 15 | Costa d'Avorio (bandiera) | D     | Constant Djakpa     |
| 16 | Germania (bandiera)       | C     | Stefan Aigner       |
| 17 | Germania (bandiera)       | D     | Alexander Madlung   |
| 18 | Germania (bandiera)       | C     | Johannes Flum       |

| N. |                        | Ruolo | Calciatore           |
| -- | ---------------------- | ----- | -------------------- |
| 19 | Brasile (bandiera)     | A     | Lucas Piazon         |
| 20 | Giappone (bandiera)    | C     | Makoto Hasebe        |
| 21 | Germania (bandiera)    | C     | Marc Stendera        |
| 22 | Stati Uniti (bandiera) | D     | Timothy Chandler     |
| 23 | Brasile (bandiera)     | D     | Anderson Bamba       |
| 24 | Germania (bandiera)    | A     | Luca Waldschmidt     |
| 25 | Serbia (bandiera)      | C     | Slobodan Medojević   |
| 27 | Serbia (bandiera)      | C     | Aleksandar Ignjovski |
| 28 | Germania (bandiera)    | C     | Sonny Kittel         |
| 29 | Azerbaigian (bandiera) | P     | Emil Balayev         |
| 30 | Germania (bandiera)    | P     | Felix Wiedwald       |
| 31 | Germania (bandiera)    | D     | David Kinsombi       |
| 32 | Germania (bandiera)    | C     | Joel Gerezgiher      |
| 33 | Germania (bandiera)    | P     | Yannick Zummack      |

### Staff tecnico
| Allenatore:          | Thomas Schaaf                            |
| Vice-Allenatore:     | Wolfgang Rolff Mathias Hönerbach         |
| Allenatore portieri: | Michael Kraft                            |
| Medico sociale:      | Dr. Christoph Seeger Dr. Wulf Schwietzer |

## Risultati

### Bundesliga

#### Girone di andata
| Arbitro: | Meyer |

|               |           |  |
| Seferović 15’ | Marcatori |  |

| Arbitro: | Perl |

|                      |           |                            |
| Naldo 15’ Arnold 79’ | Marcatori | 23’ (aut.) Jung 85’ Kadlec |

| Arbitro: | Gräfe |

|  |           |               |
|  | Marcatori | 49’ Bobadilla |

| Arbitro: | Schmidt |

|                                      |           |                    |
| Choupo-Moting 40’ (rig.) Draxler 50’ | Marcatori | 15’ Meier 24’ Russ |

| Arbitro: | Brych |

|                         |           |                         |
| Meier 45’ Seferović 82’ | Marcatori | 41’ Hofmann 44’ Okazaki |

| Arbitro: | Meyer |

|            |           |                          |
| Müller 58’ | Marcatori | 44’ Seferović 90’ Piazon |

| Arbitro: | Stark |

|                                  |           |                      |
| Meier 44’, 54’ Wimmer 79’ (aut.) | Marcatori | 15’ Risse 65’ Hector |

| Arbitro: | Aytekin |

|                                        |           |           |
| Ducksch 66’ Hünemeier 79’ Kutschke 85’ | Marcatori | 57’ Meier |

| Arbitro: | Dingert |

|                                       |           |                                             |
| Madlung 21’, 65’ Meier 57’ Aigner 61’ | Marcatori | 34’, 36’ Harnik 51’, 84’ Gentner 81’ Werner |

| Arbitro: | Stegemann |

|                    |           |  |
| Madlung 88’ (aut.) | Marcatori |  |

| Arbitro: | Meyer |

|  |           |                                  |
|  | Marcatori | 22’, 64’, 67’ Müller 86’ Shaqiri |

| Arbitro: | Dankert |

|              |           |                                 |
| Nordtveit 5’ | Marcatori | 54’ Stendera 57’ Meier 73’ Inui |

| Arbitro: | Gagelmann |

|                        |           |  |
| Meier 5’ Seferović 78’ | Marcatori |  |

| Arbitro: | Dingert |

|                                                      |           |                            |
| Meier 34’, 68’ Seferović 52’ Aigner 76’ Stendera 80’ | Marcatori | 45’ Selassie 79’ Caldirola |

| Arbitro: | Drees |

|                                    |           |                          |
| Volland 43’ Szalai 65’ Firmino 87’ | Marcatori | 58’ Aigner 77’ Seferović |

| Arbitro: | Winkmann |

|                                         |           |                                                     |
| Aigner 43’ Seferović 58’ Meier 90’, 90’ | Marcatori | 21’ Brooks 33’ Ben-Hatira 36’ Schieber 80’ Niemeyer |

| Arbitro: | Stark |

|               |           |                  |
| Bellarabi 83’ | Marcatori | 36’ (rig.) Meier |

#### Girone di ritorno
| Arbitro: | Zwayer |

|                                          |           |         |
| Darida 61’ (rig.) Petersen 64’, 70’, 88’ | Marcatori | 1’ Russ |

| Arbitro: | Perl |

|            |           |               |
| Aigner 58’ | Marcatori | 88’ De Bruyne |

| Arbitro: | Kircher |

|                         |           |                      |
| Klavan 7’ Bobadilla 37’ | Marcatori | 45’ Aigner 70’ Meier |

| Arbitro: | Fritz |

|            |           |  |
| Piazon 64’ | Marcatori |  |

| Arbitro: | Brych |

|                                |           |            |
| Clemens 38’ Geis 47’ Malli 50’ | Marcatori | 35’ Aigner |

| Arbitro: | Meyer |

|                       |           |             |
| Meier 12’ (rig.), 54’ | Marcatori | 45’ Stieber |

| Arbitro: | Kircher |

|                                            |           |                       |
| Deyverson 28’ Risse 72’ Ōsako 79’ Ujah 81’ | Marcatori | 58’, 90’ (rig.) Meier |

| Arbitro: | Winkmann |

|                                              |           |  |
| Meier 27’ Stendera 42’ Aigner 55’ Valdez 82’ | Marcatori |  |

| Arbitro: | Drees |

|                            |           |               |
| Ginczek 63’, 66’ Maxim 80’ | Marcatori | 51’ Seferović |

| Arbitro: | Aytekin |

|                        |           |                       |
| Madlung 27’ Aigner 54’ | Marcatori | 68’ Marcelo 82’ Konan |

| Arbitro: | Schmidt |

|                                 |           |  |
| Lewandowski 15’, 66’ Müller 82’ | Marcatori |  |

| Francoforte sul Meno 17 aprile 2015, ore 20:30 CEST 29ª giornata | Eintracht Francoforte | 0 – 0 referto | Borussia M'gladbach | Commerzbank-Arena (51 500 spett.)\| Arbitro: \| Fritz \| |
| Arbitro:                                                         | Fritz                 |               |                     |                                                          |

| Arbitro: | Weiner |

|                                  |           |  |
| Aubameyang 24’ (rig.) Kagawa 32’ | Marcatori |  |

| Arbitro: | Hartmann |

|           |           |  |
| Selke 66’ | Marcatori |  |

| Arbitro: | Siebert |

|                                        |           |             |
| Oczipka 18’ Seferović 27’ Chandler 34’ | Marcatori | 51’ Volland |

| Berlino 16 maggio 2015, ore 15:30 CEST 33ª giornata | Hertha Berlino | 0 – 0 referto | Eintracht Francoforte | Olympiastadion (60 168 spett.)\| Arbitro: \| Meyer \| |
| Arbitro:                                            | Meyer          |               |                       |                                                       |

| Arbitro: | Winkmann |

|                          |           |              |
| Seferović 4’ Madlung 39’ | Marcatori | 6’ Bellarabi |

### Coppa di Germania
| Arbitro: | Schriever |

|  |           |                        |
|  | Marcatori | 9’ Seferović 90’ Meier |

| Arbitro: | Kircher |

|            |           |                       |
| Kadlec 89’ | Marcatori | 17’ Hazard 67’ Traoré |

## Statistiche

### Statistiche di squadra
| Competizione      | Punti | In casa | In casa | In casa | In casa | In casa | In casa | In trasferta | In trasferta | In trasferta | In trasferta | In trasferta | In trasferta | Totale | Totale | Totale | Totale | Totale | Totale | DR |
| Competizione      | Punti | G       | V       | N       | P       | Gf      | Gs      | G            | V            | N            | P            | Gf           | Gs           | G      | V      | N      | P      | Gf     | Gs     | DR |
| ----------------- | ----- | ------- | ------- | ------- | ------- | ------- | ------- | ------------ | ------------ | ------------ | ------------ | ------------ | ------------ | ------ | ------ | ------ | ------ | ------ | ------ | -- |
| Bundesliga        | 43    | 17      | 9       | 5       | 3       | 36      | 26      | 17           | 2            | 5            | 10           | 20           | 36           | 34     | 11     | 10     | 13     | 56     | 62     | -6 |
| Coppa di Germania | -     | 1       | 0       | 0       | 1       | 1       | 2       | 1            | 1            | 0            | 0            | 2            | 0            | 2      | 1      | 0      | 1      | 3      | 2      | +1 |
| Totale            | -     | 18      | 9       | 5       | 4       | 37      | 28      | 18           | 3            | 5            | 10           | 22           | 36           | 36     | 12     | 10     | 14     | 59     | 64     | -5 |

### Andamento in campionato
| Giornata  | 1 | 2 | 3  | 4  | 5  | 6 | 7 | 8 | 9  | 10 | 11 | 12 | 13 | 14 | 15 | 16 | 17 | 18 | 19 | 20 | 21 | 22 | 23 | 24 | 25 | 26 | 27 | 28 | 29 | 30 | 31 | 32 | 33 | 34 |
| --------- | - | - | -- | -- | -- | - | - | - | -- | -- | -- | -- | -- | -- | -- | -- | -- | -- | -- | -- | -- | -- | -- | -- | -- | -- | -- | -- | -- | -- | -- | -- | -- | -- |
| Luogo     | C | T | C  | T  | C  | T | C | T | C  | T  | C  | T  | C  | C  | T  | C  | T  | T  | C  | T  | C  | T  | C  | T  | C  | T  | C  | T  | C  | T  | T  | C  | T  | C  |
| Risultato | V | N | P  | N  | N  | V | V | P | P  | P  | P  | V  | V  | V  | P  | N  | N  | P  | N  | N  | V  | P  | V  | P  | V  | P  | N  | P  | N  | P  | P  | V  | N  | V  |
| Posizione | 5 | 5 | 10 | 12 | 10 | 7 | 5 | 8 | 11 | 12 | 12 | 12 | 9  | 7  | 8  | 9  | 9  | 9  | 9  | 9  | 9  | 9  | 8  | 9  | 8  | 8  | 8  | 8  | 10 | 11 | 12 | 11 | 11 | 9  |

Legenda:

Luogo: C = Casa; T = Trasferta. Risultato: V = Vittoria; N = Pareggio; P = Sconfitta.

### Statistiche dei giocatori
| Giocatore      | Bundesliga | Bundesliga | Bundesliga  | Bundesliga | Coppa di Germania | Coppa di Germania | Coppa di Germania | Coppa di Germania | Totale   | Totale | Totale      | Totale     |
| Giocatore      | Presenze   | Reti       | Ammonizioni | Espulsioni | Presenze          | Reti              | Ammonizioni       | Espulsioni        | Presenze | Reti   | Ammonizioni | Espulsioni |
| -------------- | ---------- | ---------- | ----------- | ---------- | ----------------- | ----------------- | ----------------- | ----------------- | -------- | ------ | ----------- | ---------- |
| E. Balayev     | -          | -          | -           | -          | -                 | -                 | -                 | -                 | -        | -      | -           | -          |
| K. Trapp       | 22         | 0          | 1           | 0          | 1                 | 0                 | 0                 | 0                 | 23       | 0      | 1           | 0          |
| F. Wiedwald    | 10         | 0          | 0           | 0          | 1                 | 0                 | 0                 | 0                 | 11       | 0      | 0           | 0          |
| Y. Zummack     | -          | -          | -           | -          | -                 | -                 | -                 | -                 | -        | -      | -           | -          |
| B. Anderson    | 22         | 0          | 5           | 0          | 2                 | 0                 | 0                 | 0                 | 24       | 0      | 5           | 0          |
| T. Chandler    | 29         | 1          | 7           | 0          | -                 | -                 | -                 | -                 | 29       | 1      | 7           | 0          |
| C. Djakpa      | 6          | 0          | 1           | 0          | 1                 | 0                 | 0                 | 0                 | 7        | 0      | 1           | 0          |
| A. Ignjovski   | 20         | 0          | 4           | 0          | 2                 | 0                 | 0                 | 0                 | 22       | 0      | 4           | 0          |
| D. Kinsombi    | 2          | 0          | 1           | 0          | -                 | -                 | -                 | -                 | 2        | 0      | 1           | 0          |
| A. Madlung     | 22         | 4          | 5           | 0          | 1                 | 0                 | 0                 | 0                 | 23       | 4      | 5           | 0          |
| B. Oczipka     | 30         | 1          | 6           | 0          | 1                 | 0                 | 0                 | 0                 | 31       | 1      | 6           | 0          |
| M. Russ        | 26         | 2          | 5           | 0          | 2                 | 0                 | 0                 | 0                 | 28       | 2      | 5           | 0          |
| C. Zambrano    | 17         | 0          | 7           | 1          | -                 | -                 | -                 | -                 | 17       | 0      | 7           | 1          |
| S. Aigner      | 28         | 9          | 8           | 0          | 1                 | 0                 | 0                 | 0                 | 29       | 9      | 8           | 0          |
| J. Flum        | 7          | 0          | 0           | 0          | 1                 | 0                 | 0                 | 0                 | 8        | 0      | 0           | 0          |
| J. Gerezgiher  | -          | -          | -           | -          | -                 | -                 | -                 | -                 | -        | -      | -           | -          |
| M. Hasebe      | 33         | 0          | 6           | 0          | 2                 | 0                 | 0                 | 0                 | 35       | 0      | 6           | 0          |
| T. Inui        | 27         | 1          | 2           | 0          | 2                 | 0                 | 0                 | 0                 | 29       | 1      | 2           | 0          |
| S. Kittel      | 18         | 0          | 3           | 0          | -                 | -                 | -                 | -                 | 18       | 0      | 3           | 0          |
| L. Piazon      | 22         | 2          | 3           | 0          | 1                 | 0                 | 0                 | 0                 | 23       | 2      | 3           | 0          |
| S. Medojević   | 14         | 0          | 2           | 1          | 1                 | 0                 | 0                 | 0                 | 15       | 0      | 2           | 1          |
| M. Stendera    | 26         | 3          | 6           | 0          | 1                 | 0                 | 0                 | 0                 | 27       | 3      | 6           | 0          |
| A. Meier       | 26         | 19         | 0           | 0          | 1                 | 1                 | 0                 | 0                 | 27       | 20     | 0           | 0          |
| H. Seferović   | 32         | 10         | 8           | 1          | 2                 | 1                 | 0                 | 0                 | 34       | 11     | 8           | 1          |
| N. Valdez      | 10         | 1          | 2           | 0          | 1                 | 0                 | 0                 | 0                 | 11       | 1      | 2           | 0          |
| L. Waldschmidt | 3          | 0          | 0           | 0          | -                 | -                 | -                 | -                 | 3        | 0      | 0           | 0          |
| Y. Yaffa       | -          | -          | -           | -          | -                 | -                 | -                 | -                 | -        | -      | -           | -          |
| T. Hildebrand  | 3          | 0          | 1           | 0          | -                 | -                 | -                 | -                 | 3        | 0      | 1           | 0          |
| V. Kadlec      | 4          | 1          | 0           | 0          | 1                 | 1                 | 0                 | 0                 | 5        | 2      | 0           | 0          |
| M. Lanig       | 3          | 0          | 1           | 0          | 1                 | 0                 | 0                 | 0                 | 4        | 0      | 1           | 0          |